# Кръстьо Новоселски
Кръстьо Георгиев Папулев, известен като Кръстьо Новоселски, е български революционер, струмишки деец на Вътрешната македоно-одринска революционна организация.

## Биография
Роден е през 1873 година в струмишкото село Ново село, тогава в Османската империя. Присъединява се към ВМОРО. През есента на 1901 година, след Новоселската афера, подгонен от турските власти излиза в нелегалност. Четник е при Андон Кьосето (1902 – 1903).
След Илинденско-Преображенското въстание (1903) става войвода в Струмишко. Негови четници са Михаил Бучински и Антон Костадинов.
На 4 февруари 1904 година води тежко сражение при Куклиш. Четата му е открита и обсадена в селото. Мобилизирана е селската милиция, под командването на Георги Митушев, която се присъединява към нелегалните четници. Помощ идва и отвън – селската милиция на Съчево, начело с Атанас Пецев, както и милицията на други села. Сражението продължава един ден и една нощ, като накрая общ удар с бомби на куклишката милиция отвътре и четите от други села отвън успява да разкъса османската блокада. Загиват 48 жители на Куклиш, а селото е изгорено. От османска страна жертвите са много повече.
В средата на декември 1905 година с осем четници е обкръжен в Костурино. Четниците опитват щурм на блокадата, при който загиват шест от тях, а Кръстьо Новоселски е ранен. Добира се до Моноспитово, където обкръжен се самоубива.
Трупът му е пренесен като трофей в Струмица и предаден на българската църковна община за погребение. Тогава митрополит Герасим Струмишки, противник на революционното движение, заявява, че не желае да погребва царски душмани и забранява на българското духовенство да извърши погребението. Гражданите са възмутени от това поведение на владиката. Свещениците, страхувайки от наказание, отказват да погребат Кръстьо. Но, най-младият поп Пандо Пиянманов, който е деец на ВМОРО, въпреки заплахата на Герасим, при стечение на граждани, тържествено полага останките на войводата в черната земя. За това е аргосан от владиката.
През декември 2022 година археолози от Струмица съобщават, че в некропола под струмишката крепост Цареви кули са открили гробове от края на XIX и началото на XX век, а в един от тях са открили и пушка и боеприпаси от този период. Археолозите предполагат, че един от гробовете е на Кръсто Новоселски.

## Род
Кръстьо е имал две сестри, един брат и един полубрат в Мокриево. Една от сестрите му се омъжва за Илия Пальошков (1862 – 1946), също от струмишко Ново село, който помага на революционното движение и по-късно е кмет на селото. След като първата му жена умира, Пальошков се жени за другата сестра на Кръстьо. Кръстьо има една дъщеря, която след смъртта на съпругата му е отгледана от Пальошкови. Дъщерята на Кръстьо се омъжва, но умира при раждане заедно с новороденчето и така Кръстьо остава без поколение.